# سرور شخصی مجازی
VPS مخفّف عبارت (Virtual Private Server) به معنای «سرور مجازی» می‌باشد، بر روی هر ابرسرور چندین سرور مجازی قرار می‌گیرد که کاملاً دارای سیستم عامل و محیط ایزوله شده برای هر کدام از سرورهای مجازی می‌باشد.
سرور مجازی اختصاصی (Virtual Private Server) ایدئال برای شرکت‌ها، سازمان‌ها و سایت‌هایی است که نیاز به منابع بیشتری برای ارائه خدمات خود دارند. سرور مجازی، حد فاصل بین سرویس هاستینگ مشترک و سرور اختصاصی است. در سرویس هاستینگ مشترک تعداد زیادی وب سایت روی یک سرور قرار می‌گیرند و در مقابل سرور اختصاصی (Dedicated Server) نیاز به صرف هزینه بیشتری دارد که بدون داشتن توجیه مالی تهیه آن به صرفه نخواهد بود.
VPS امکان دسترسی روت و نصب نرم‌افزارهای سیستمی را فراهم می‌کند. با استفاده از فناوری مانند Xen، وی‌ام‌ویر ESXI یا Virtuozzo و با بهره‌گیری از سخت‌افزارهای قدرتمند و پیشرفته، یک سرور فیزیکی به چندین VPS با امکانات یکسان یا متفاوت تقسیم می‌شود. گاهی از سرور مجازی به عنوان VDS) Virtual Dedicated Server) نیز نام می‌برند.
وقتی سخت افزار سرور فیزیکی با نر م افزارهای مجازی ساز به بخش های مختلف به صورت مجازی تقسیم می شود، سرورهای با منابع مستقل و محدود به وجود می آیند. به این سرورها، سرور مجازی خصوصی یا اختصاصی می گویند. این سرویس، امکانات مشابه سرور اختصاصی با قابلیت های محدودتر دارد و هزینه آن کم تر از سرور اختصاصی است
سرور مجازی یک ابزار مدیریتی بسیار کاربردی، با دسترسی های بیشتر از یک هاست اشتراکی می باشد. خرید VPS یک گزینه مناسب است چراکه می توانید یک سرور با سیستم عامل لینوکس یا ویندوز را در موقعیت ایران و خارج تهیه فرمایید.

## موارد استفاده و انواع سرور مجازی
از سرور مجازی برای مدیریت سایت‌ها به عنوان فضای میزبانی وب، یا برای به دست گرفتن کنترل یک وب سایت دیگر از راه دور یا برای پیاده‌سازی و اجرای کدها یا نرم‌افزارهای خاص روی یک سرور استفاده می‌شود. از جمله برای اینکه از یک سرور مجازی به عنوان فضای میزبانی برای یک وب سایت استفاده شود، باید از سرور مجازی با سیستم عامل لینوکس استفاده کرد. معمولاً سرورهای مجازی، از مجازی سازها یا سیستم عامل‌های لینوکس و ویندوز استفاده می‌کنند. فضای کاربری سرور مجازی ویندوز، دقیقاً مثل دسکتاپ ویندوز در کامپیوتر خانگی شماست؛ با همان امکانات؛ و شکل و شمایل آن، بستگی به نوع ویندوزی که روی آن نصب شده‌است (اکس پی، ویستا، سون و…) دارد.
انواع سرور مجازی VPS یا VDS

در برخی از مجازی سازها این قابلیت وجود دارد که منابع سخت‌افزاری حقیقی به‌طور رزرو شده برای یک ماشین مجازی در نظر گرفته شوند. پر واضح است این رزرواسیون موجبات عملکرد بهینه آن ماشین مجازی خواهد شد. همچنین در صورتی که ماشین‌های دیگر تحت فشار و کمبود منابع قرار بگیرند، به هر حال منابع این ماشین مجازی رزرو خودش بوده و در حقیقت فشار وارده به سرورهای مجازی دیگر اثری روی این سرور نمی‌گذارد.
اگر در ساخت یک ماشین مجازی از منابع اختصاصی خودش استفاده گردد، اون را VDS نیز می‌نامند. هر چند اساساً این یک اصطلاح می‌باشد و لفظ VPS نیز براش به کار برده می‌شود. اما معمولاً VPS برای سرورهای مجازی اشتراکی به کار برده می‌شود؛ بنابراین انواع سرور مجازی از نظر اختصاصی بودن منابع نیز گاه ممکن است معیار تقسیم‌بندی آن‌ها باشد. روشن است VDSها از قیمت بالاتری به نسبت VPS برابر (از نظر اسمی منابع) می‌باشد.

### سرور مجازی کاهش پینگ
این نوع از سرور مجازی معمولاً برای افزایش سرعت لود و زمان پاسخگویی سرور استفاده می‌شوند، اغلب افرادی که از نیاز به پهنای باند زیادی دارند، برای افزایش سرعت به صورت غیر مستقیم، از سرور مجازی کاهش پینگ استفاده می‌کنند.

### سرور ابری
تکنولوژی رایانش ابری که به تازگی در دنیای شبکه و فناوری اطلاعات راه پیدا کرده‌است این امکان را به شما می‌دهد تا بدون نیاز به هزینه زیاد کارایی یک سرور فیزیکی را در بستر مجازی پیدا کنید. کلیه منابع در سرور ابری اختصاصی است. نقطه قوت این تکنولوژی را می‌توان به پیکربندی و تغییر در منابع حتی بعد از نصب سیستم عامل اشاره نمود؛ که شامل تغییر حجم هارد، رم، سی پی یو، کارت شبکه و … می‌باشد. در واقع سرور مجازی ابری، خدمتی همانند سرور خصوصی مجازی است، با این تفاوت که روی زیرساخت دیتاسنتر ابری به مشترکان ارایه می‌شود. این ویژگی‌ موجب شده است تا امکان بهره‌برداری از قابلیت‌های پیشرفته رایانش ابری مانند پویایی در میزان مصرف منابع، سرعت بالا در ایجاد سرویس، امنیت و مقیاس‌پذیری بالا در این سرویس میسر شود.

### گیم سرور
بازی‌های کامپیوتری همواره یکی از قدیمیترین و جذابترین عرصه‌ها در دنیای کامپیوتر ی بوده‌اند چه زمانی که کامپیوترها از رابط گرافیکی با ۲ رنگ استفاده می‌کردند و چه زمان حال که LEDها با پوشش ۱۰۸۰×۱۹۲۰ پیکسل جزئیات گرافیکی را در اختیار کاربر قرار می‌دهند. اما تحول در دنیای بازی‌های کامپیوتری را باید در تلاش آن‌ها برای ارائه بازیهای گروهی دانست، بدین ترتیب که رفته رفته بازی‌های تک نفره جای خود را به بازی‌های چند نفره با امکان بازی دو نفر به‌طور همزمان به کمک یک کامپیوتر دادند، بعدها با اضافه شدن دسته‌های بازی بر روی یک کامپیوتر این نوع بازیها طرفداران بیشتری نیز پیدا کردند.
اما با پیشرفت دنیای کامپیوتر و البته شبکه‌های ارتباطی، بازیهای گروهی شکل تازه‌ای به خود گرفتند. اتصال مستقیم دو کامپیوتر از طریق اینترنت به کمک مودم و خطوط تلفن تجربه جدیدی برای طرفداران بازی‌های گروهی بود هرچند سرعت کم در ارتباطات، همواره یکی از موانع این نوع ارتباط محسوب می‌گردید. همراه با فراگیر شدن بازی‌های کامپیوتری و راه اندازی شبکه‌های محلی (LAN) و همچنین فعالیت رسمی گیم نت‌ها (Game Net) بازی‌های گروهی دوران جدیدی را تجربه نمودند.

##### سرورها کجا هستند؟
سرورها همان جایی قرار دارند که سرور اختصاصی پشتیبان آن قرار دارد. به عبارتی سرور های اختصاصی در مرکز داده ( دیتاسنتر ها ) قرار دارند و سرور های مجازی نیز بر روی این سرور های اختصاصی در مراکز داده مستقر هستند. در ایران معمولاً دو نوع سرور مجازی ایران و سرور مجازی خارج (آلمان، آمریکا، هلند و…) ارائه می‌شود. بسته به موارد نیاز به استفاده، گرفتن سرور از کشورهای مختلف پیشنهاد می‌شود.

##### سرور مجازی چگونه ساخته می شود ؟
شرکت های میزبانی وب قرار گرفت شرکت اقدام به نصب سیستم عامل مدنظر خود بر روی سرور اختصاصی می کند .
بعد از نصب سیستم عامل برای مجازی سازی نیاز به یک نرم افزار مجازی ساز می باشد تا فرایند مجازی سازی و سپس ساخت ماشین مجازی برروی آن انجام شود .

###### مجازی ساز های پر کاربرد به شرح زیر می باشند:
1. مجازی ساز VMware
2. مجازی ساز KVM
3. مجازی ساز OpenVZ
4. مجازی ساز Xen
5. مجازی ساز LXC
6. مجازی ساز Virtuozzo
7. مجازی ساز Proxmox